# Kari (Tchériba)
Pour les articles homonymes, voir Kari.
Kari est une commune située dans le département de Tchériba de la province du Mouhoun au Burkina Faso.